# Ходжкинс, Фрэнсис
Фрэнсис Мэри Ходжкинс (англ. Frances Mary Hodgkins; 28 апреля 1869, Данидин — 13 мая 1947, Дорчестер) — новозеландская и английская художница. Покинув Новую Зеландию в 1901 году, некоторое время жила в Париже, где преподавала в Академии Коларосси, а позднее создала собственную школу. После Первой мировой войны работала преимущественно в Великобритании; в 1930-е годы принадлежала к авангардной группе английских художников «Семь и пять». Получила прижизненное признание в Европе; в настоящее время считается также одним из наиболее выдающихся художников Новой Зеландии.

## Биография и творчество
Фрэнсис Ходжкинс родилась 28 апреля 1869 года в Данидине (Новая Зеландия). Она была третьим ребёнком в семье. Отец, Уильям Ходжкинс, англичанин по происхождению, был художником-любителем и заметной фигурой в местных художественных кругах. Под его влиянием Фрэнсис также начала интересоваться искусством, и в 1890 году впервые приняла участие в выставках. Её первым учителем стал итальянский художник Джироламо Пьери Нерли. В 1895 году она поступила в местную школу искусств. В 1898 году, после смерти отца, Фрэнсис была вынуждена обеспечивать себя самостоятельно, однако уже через три года ей удалось осуществить свою мечту — поехать в Европу.

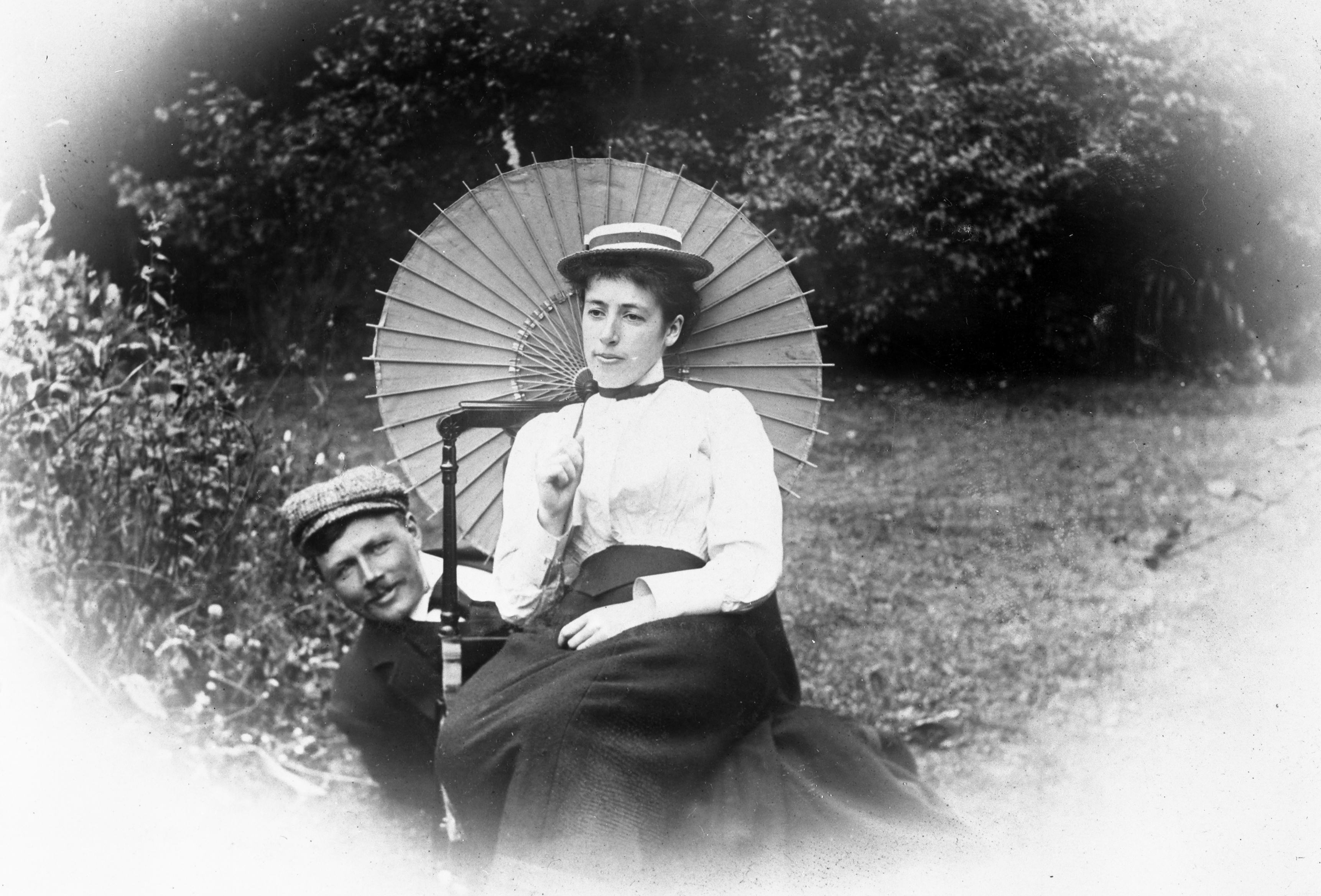
Фрэнсис Ходжкинс и Уильям Филд. Ок. 1890

Начав своё путешествие в 1901 году и побывав в Англии, Франции, Бельгии, Голландии, Швейцарии и Марокко, Ходжкинс вернулась в Новую Зеландию лишь через три года. В 1904 году Художественная галерея Данидина приобрела одну из её акварелей. Но уже в 1906 году, несмотря на отсутствие средств и неодобрение со стороны матери, она вновь уехала в Европу и приняла решение продолжать свою карьеру там. Некоторое время она путешествовала по Италии. Франции и Голландии, после чего, в 1908 году, поселилась в Париже. Здесь она познакомилась с работами Мане, Писсарро, Моне, Дега и других знаменитых художников. Сама художница добилась в Париже успеха в качестве акварелистки и стала первым в городе преподавателем акварельной техники. Некоторое время она давала уроки в парижской Академии Коларосси, где стала первым преподавателем-женщиной, а затем открыла собственную художественную школу для женщин. Ходжкинс много ездила со своими учениками по Франции, в частности, в Нормандию и Пикардию, где они совместно делали пленэрные зарисовки в окрестных деревнях. Она также поддерживала связи с Англией: две её персональные выставки, 1907 и 1909 годов, состоялись в Лондоне, а большинство её учеников во Франции были британцами.
В октябре 1912 года Ходжкинс снова поехала навестить близких в Новой Зеландии и взяла с собой свои акварельные работы, которые представила, с большим успехом, на выставках в Сиднее, Мельбурне, Аделаиде и Данидине. Уже тогда она приобрела репутацию выдающегося художника современности. Через год, в октябре 1913, Ходжкинс вернулась в Европу — на этот раз окончательно. После начала Первой мировой войны она переселилась из Парижа в Сент-Айвс, небольшую рыбацкую деревню в Корнуолле. Здесь она начала экспериментировать с крупными форматами, используя масло и темперу. В её работах этого периода заметно влияние постимпрессионизма. Сама художница характеризовала эти годы как «экспериментальные»; в письме матери она писала, что её творчество стало «чересчур современным» и что ей трудно вернуться к прежнему стилю, хотя он хорошо продавался.
Послевоенные годы стали крайне тяжёлыми для художницы, которой не удавалось добиться прежнего успеха. Выставки 1920 и 1923 года в небольших лондонских галереях не принесли ей ни признания, ни денег, и в 1925 году ей пришлось работать в Манчестере создателем рисунков для тканей. Однако персональная выставка 1926 года в Манчестере оказалась неожиданно успешной, и Ходжкинс приняла решение отказаться от преподавания, бывшего для неё основным источником доходов на протяжении многих лет, и полностью посвятить себя живописи.
В 1926 году умерла мать Ходжкинс. В 1929 году художница присоединилась к авангардной группе молодых английских художников Семь и пять. В 1930-е годы её работы выставлялись во многих престижных лондонских галереях, а Галерея Лефевр заключила с ней контракт на проведение персональной выставки каждые два года. В этот период Ходжкинс также много путешествовала (Франция, Балеарские острова, Испания, Уэльс), однако неизменным источником вдохновения для неё оставались английские пейзажи.
Годы Второй мировой войны художница провела в деревне Брэдфорд-он-Тон (Сомерсет), где продолжала много работать. Фрэнсис Ходжкинс должна была представлять Великобританию на Венецианской биеннале 1940 года. Это было чрезвычайно почётно для неё, однако из-за начала войны её работы в Венецию не попали. В 1944 году лондонская Галерея Тейт приобрела одну из её работ. В 1946 году в галерее Лефевр прошла ретроспектива работ Ходжкинс с 1902 по 1946 год, получившая исключительно положительные отзывы критиков и прессы. Картины Ходжкинс пользовались спросом; уже в пожилом возрасте она создала некоторые из самых известных своих работ. Однако здоровье художницы ухудшалось, и 13 мая 1947 года она умерла в больнице в Дорчестере.
В Британии 40-х годов Фрэнсис Ходжкинс считалась одним из ведущих художников своего времени. В Новой Зеландии прижизненного признания она не имела, однако в настоящее время признаётся одним из наиболее значительных и влиятельных художников этой страны.

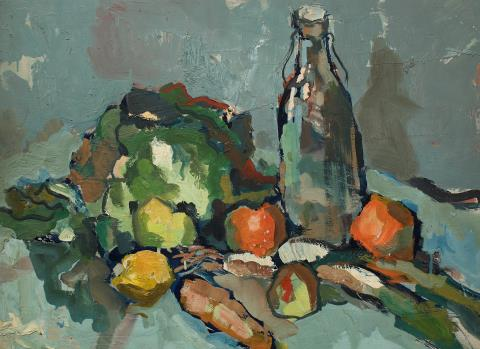
Натюрморт с бутылкой. 1908
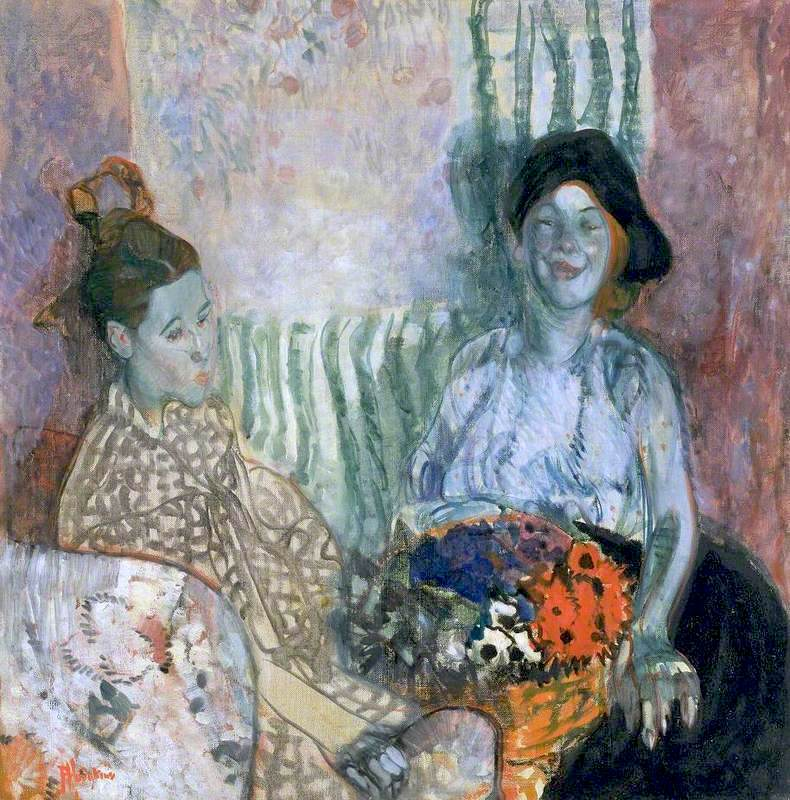
Лавдей и Энн. Две женщины с корзиной цветов. 1915
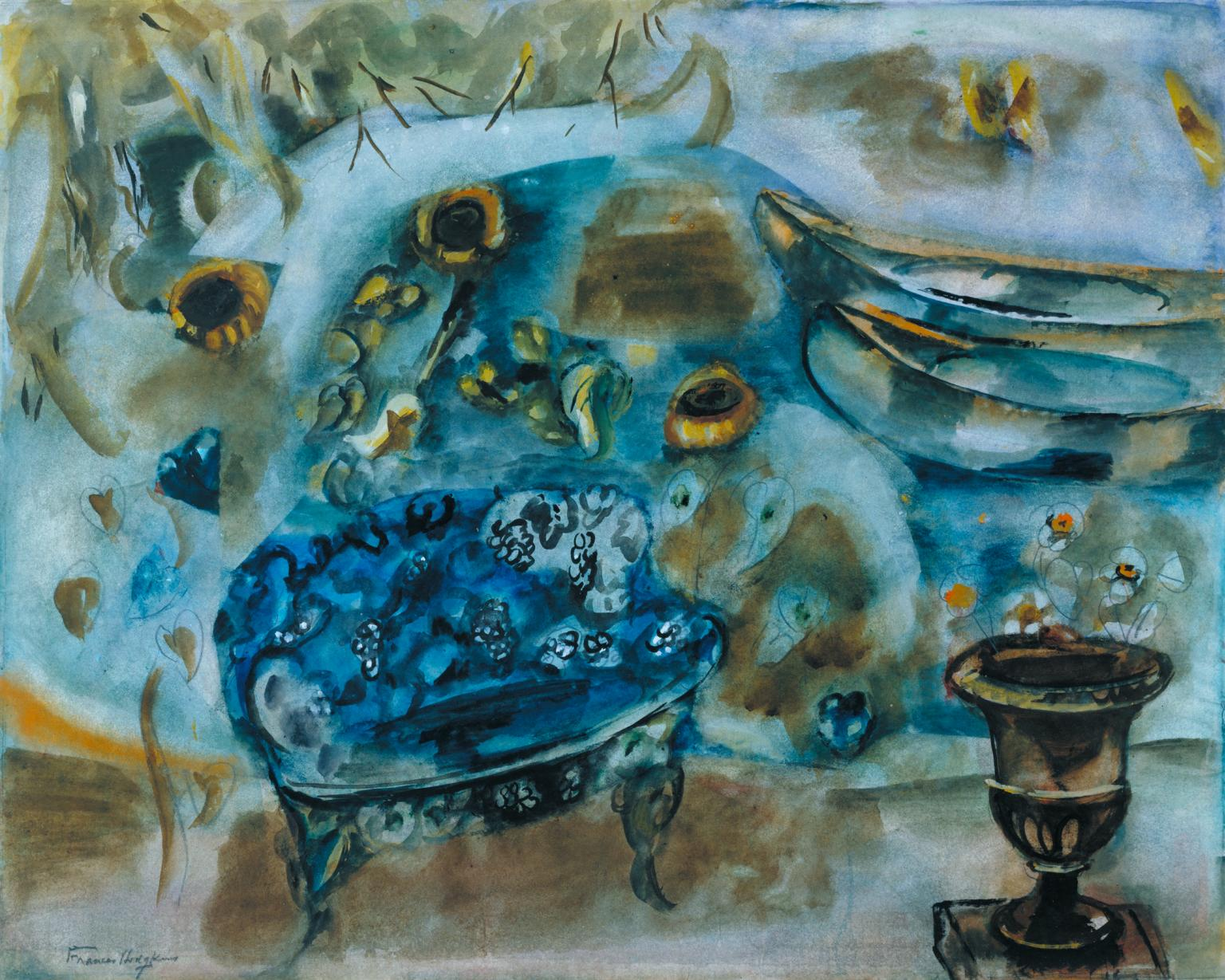
Озеро. Ок. 1930—1935
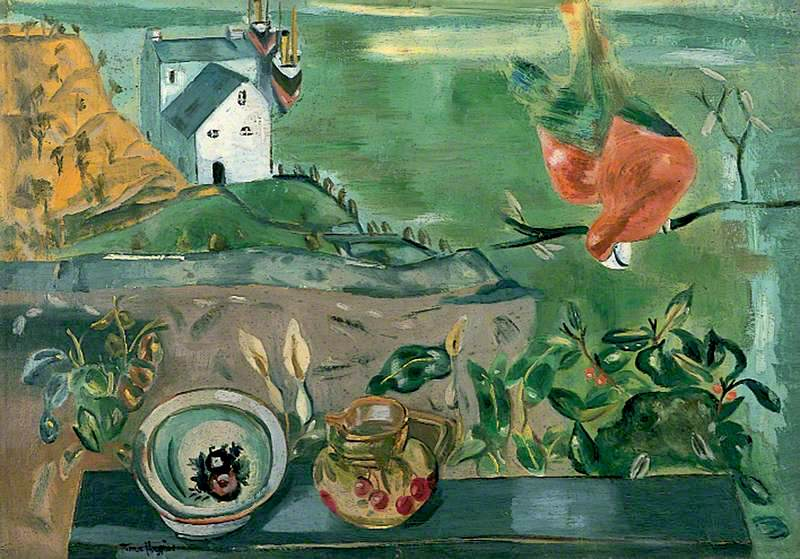
Крылья над водой. Ок. 1932
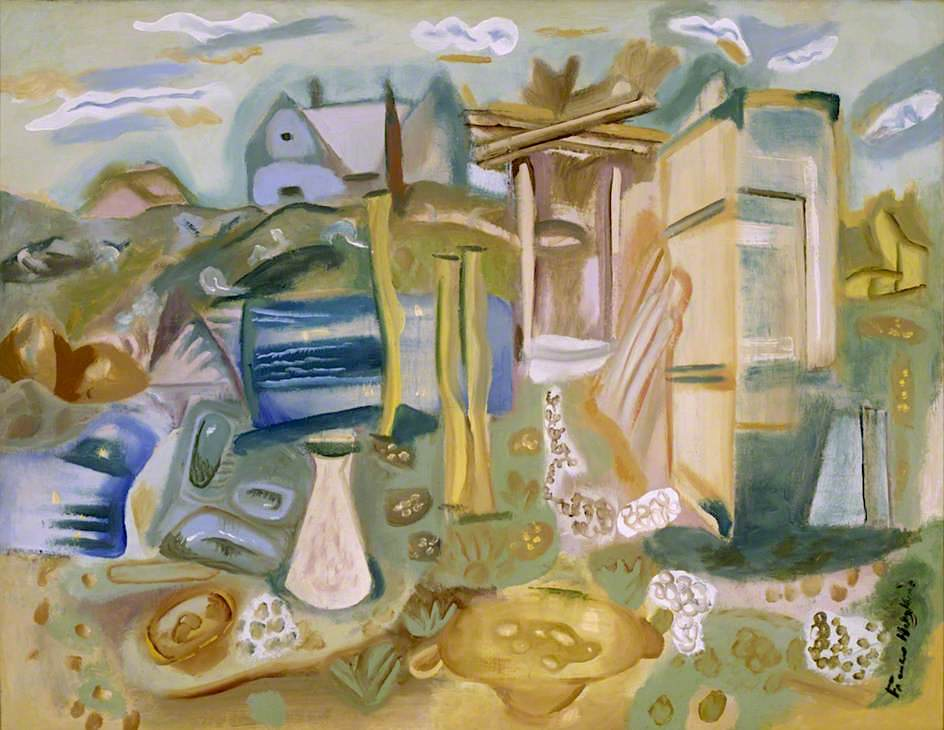
Дома и пристройки. Пербек. 1938